# Camren Bicondova

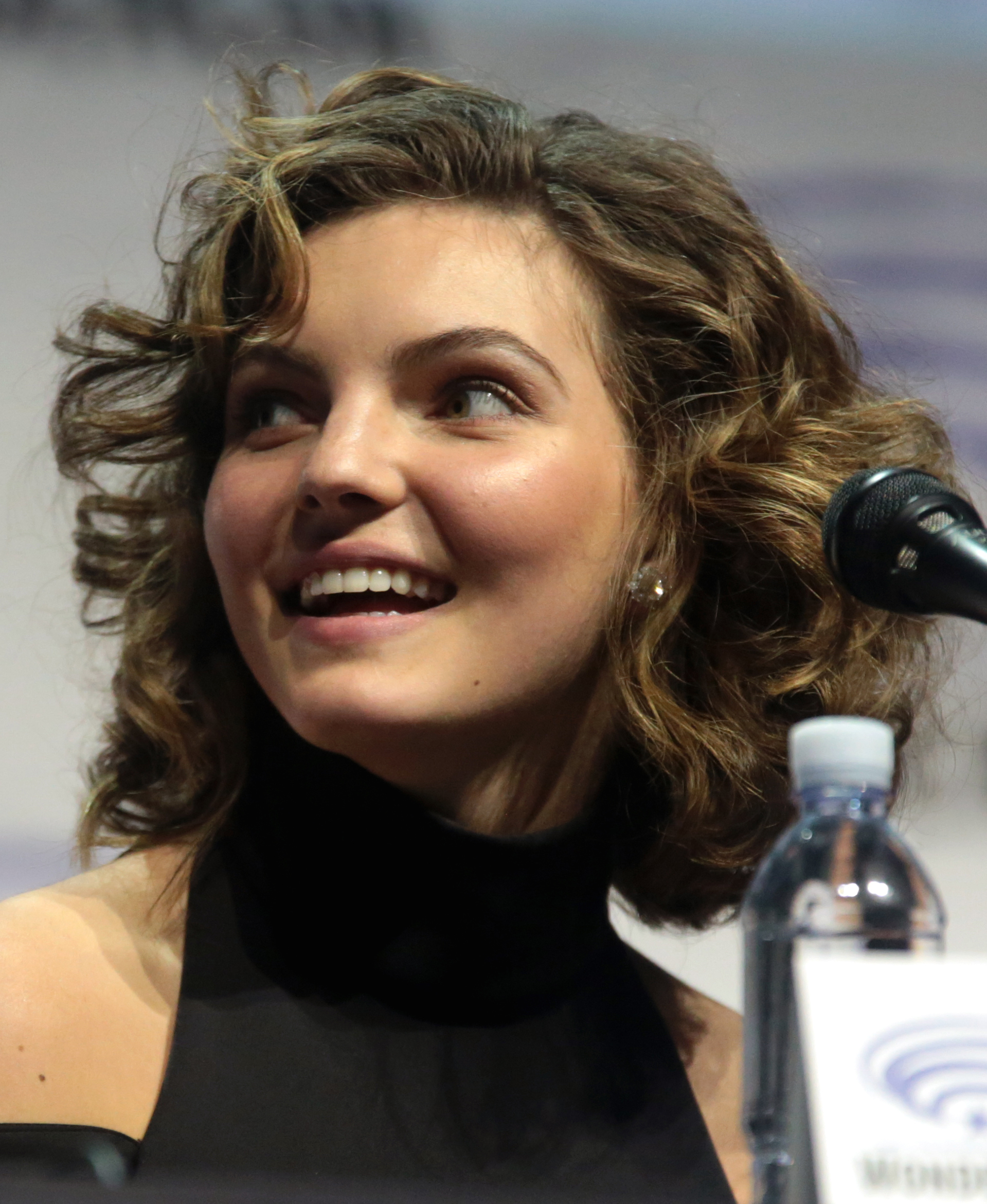
Camren Bicondova (2017)

Camren Renee Bicondova (* 22. Mai 1999 in San Diego, Kalifornien) ist eine US-amerikanische Schauspielerin und Tänzerin.

## Leben und Karriere
Camren Bicondova wurde im Mai 1999 in San Diego im US-Bundesstaat Kalifornien als Tochter von Joshua Bicondova und Jessica Porter geboren.
2011 erhielt sie einen Kurzauftritt in der ersten Staffel der Disney-Channel-Sitcom Shake It Up – Tanzen ist alles. Daraufhin wurde sie für den Tanzfilm Battlefield America von Chris Stokes verpflichtet. 2011 gründete sie mit einigen anderen die Tanzgruppe 8 Flavahz, die im darauffolgenden Jahr an der siebten Staffel der MTV-Castingshow America’s Best Dance Crew teilnahmen. Im Finale am 13. Juni 2012 erreichte die Gruppe hinter dem Sieger Elektrolytes den zweiten Platz.
Internationale Bekanntheit erlangte Bicondova durch die Rolle der jungen Selina "Cat" Kyle in der Krimiserie Gotham, in der sie von September 2014 bis April 2019 zu sehen war.

## Filmografie (Auswahl)
- 2011: Shake It Up – Tanzen ist alles (Shake It Up, Fernsehserie, Episode 1x21)
- 2012: Battlefield America
- 2014: Girlhouse – Töte, was du nicht kriegen kannst (Girl House)
- 2014–2019: Gotham (Fernsehserie, 76 Episoden)
- 2016: Gotham Stories (Fernsehserie, 5 Episoden, Stimme)